# بده به بعدی (ترانه دیزنی)
«بده به بعدی» (به انگلیسی: Send It On) ترانه‌ای اجرا شده از هنرمندان آمریکایی مایلی سایرس، جوناس برادرز، دمی لواتو و سلنا گومز برای پروژه خیریه دوستان دیزنی برای تغییر است. این ترانه در ۱۱ اوت ۲۰۰۹ توسط والت دیزنی و هالیوود رکوردز به‌عنوان تک‌آهنگ خیریه به منظور بهره‌مندی از انجمن‌های بین‌المللی محیط زیست منتشر شد. در رابطه با ترانه و کمپین، این شش خواننده خاطرنشان کردند که این کار یک دلیل خوب است و برای آنها گرامی است. اشعار این بالاد دربارهٔ ارسال پیام محیط زیست است.